# 佐竹蓬平
佐竹 蓬平（さたけ ほうへい、寛延3年12月1日（1750年12月29日） - 文化4年11月12日（1807年12月10日））は、日本の江戸時代中期から後期に活躍した絵師、篆刻家。

## 略歴
諱は正夷、字は子道・叔規、通称は佐蔵。蓬平は号で、別号に亀文石（主人）、藍泉など。蓬平の号は、旧伊賀良村鳩打峠裏に蓬平（よもぎだいら）いう場所があり、そこが気に入り号にしたとされる。亀文石の別号も、後年京都から江戸に向かう途中、安倍川近くで立ち寄った屋敷の水盤の中で発見した亀甲形の石を、亀文石と名付けて愛蔵し常に携帯していたため別号として用いたという。
信濃国下伊那郡大瀬木村（現在の飯田市伊賀良地区）で庄屋を務める野口勘左衛門の四男として生まれる。ただし、明和4年（1767年）父は借財のため土地を手放し、庄屋職を降りている。地元の観音堂で結庵していた白隠慧鶴の弟子・寒山永琢に漢籍・書を学ぶ。明和7年（1770年）21歳で竜江村字今田の城仁木氏に養子に出されるが、詩画に耽溺していたため1年強で実家に戻されたという。その直後に家督を継いでいた長兄が亡くなるが、家督は弟に譲り、自身は江戸に出て宋紫石に絵を学ぶ。しかし、江戸の画は自分には合わないと感じ、一度郷里に戻った後、安永2年（1773年）上京し池大雅に師事する。後年の伝記類では大雅の弟子として語られることが多いけれども、これを裏付ける資料は少ない。同時期の絵も、部分的に文人画風を取り入れて入るものの未だ宋紫石の影響が強く、大雅への師事は短期間か私淑に近かったとも推測される。その後、甲州へ複数赴いたり、江戸を再訪する。
天明3年4月19日（1783年5月19日）京都岡崎から長崎へ出発する。この4か月余りは日記『崎甩行程之紀』で詳細に綴られている。旅行時は絵よりも篆刻に夢中で、一時は印譜集刊行の話も出たが、出資者と折り合わず出版には至らなかった。同年10月頃熊本に赴き、熊本藩儒医・村井琴山、藩儒・高本紫溟と交わる。蓬平と紫溟は意気投合したらしく、紫溟は蓬平の詩画を「詩は其の画の如し、画は其の詩の如し」（『亀文石詩集』序）と評した。また、熊本で南宗画が興ったきっかけは、蓬平の来熊ともいわれる。翌年春、熊本から博多へ向かい福岡藩儒医・亀井南冥を訪ねて数か月滞在、秋には平戸の捕鯨を見物した後京都に戻った。
天明5年（1785年）の新春は京都で過ごしたものの、まもなく郷里へ戻り結婚、以後は遠出することはなかった。これは病床の母を案じたためと伝えられるが、江戸・京都・長崎いずれも蓬平は満足できなかったためともとれる。なお岡田樗軒『近世逸人画事』では、一時上野国（群馬県）沼田に住んだとあるが、これは明らかな間違いである。飯田に今なお数多く残る蓬平の作品は、この時期のものが大半である。画風は長く残っていた南蘋風が後退し、晩年に近づくにつれ自由闊達で伸びやかな山水画や人物画に独自の味わいが感じられる。文化4年（1807年）秋、高本紫溟との再会しようと妻を伴って熊本を目指すが、途中の熊野で病を患い帰郷、まもなく没した。享年58。墓所は飯田市の大雄寺。その後蓬平の門人は、高本紫溟に蓬平の墓誌と『亀文石詩集』序を依頼し、紫溟はこれらを執筆し送り届けている。

## 作品
| 作品名       | 技法     | 形状・員数 | 寸法（縦x横cm） | 所有者             | 年代                              | 落款 | 印章 | 備考 |
| ------------ | -------- | ---------- | --------------- | ------------------ | --------------------------------- | ---- | ---- | ---- |
| 柘榴小禽図   | 絹本著色 | 1幅        | 98.7×38.7       | 飯田市美術博物館   | 1783年（天明3年）                 |      |      |      |
| 荘周胡蝶夢図 | 絹本淡彩 | 1幅        | 92.1×33.6       | 飯田市美術博物館   | 1801年（享和元年）                |      |      |      |
| 古木竹石図   | 絹本淡彩 | 1幅        | 111.7×35.3      | 飯田市美術博物館   | 1805年（文化2年）                 |      |      |      |
| 伯牙弾琴図   | 絹本淡彩 | 1幅        | 129.1×38.0      | 飯田市美術博物館   | 1807年（文化4年）                 |      |      |      |
| 溪山棋楽図   | 絹本淡彩 | 1幅        | 119.4×39.7      | 飯田市美術博物館   | 1807年（文化4年）                 |      |      |      |
| 山水図       | 絹本淡彩 | 1幅        | 103.6×32.9      | 飯田市美術博物館   | 1801 - 07年（享和元年 - 文化4年） |      |      |      |
| 荘周胡蝶夢図 | 絹本淡彩 | 1幅        | 126.0×45.8      | 長野県立美術館     | 最晩年の作                        |      |      |      |
| 山水図       |          |            |                 | 群馬県立近代美術館 | 最晩年の作                        |      |      |      |